# Brattalid

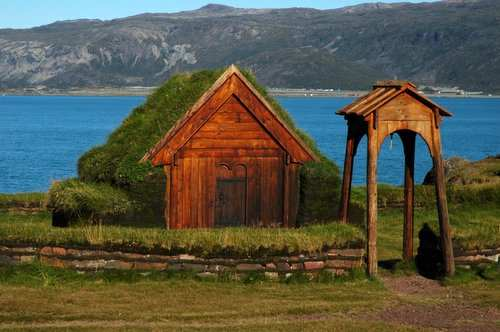
Reconstrução da ermida Tjodhildskyrkan em Brattalid,

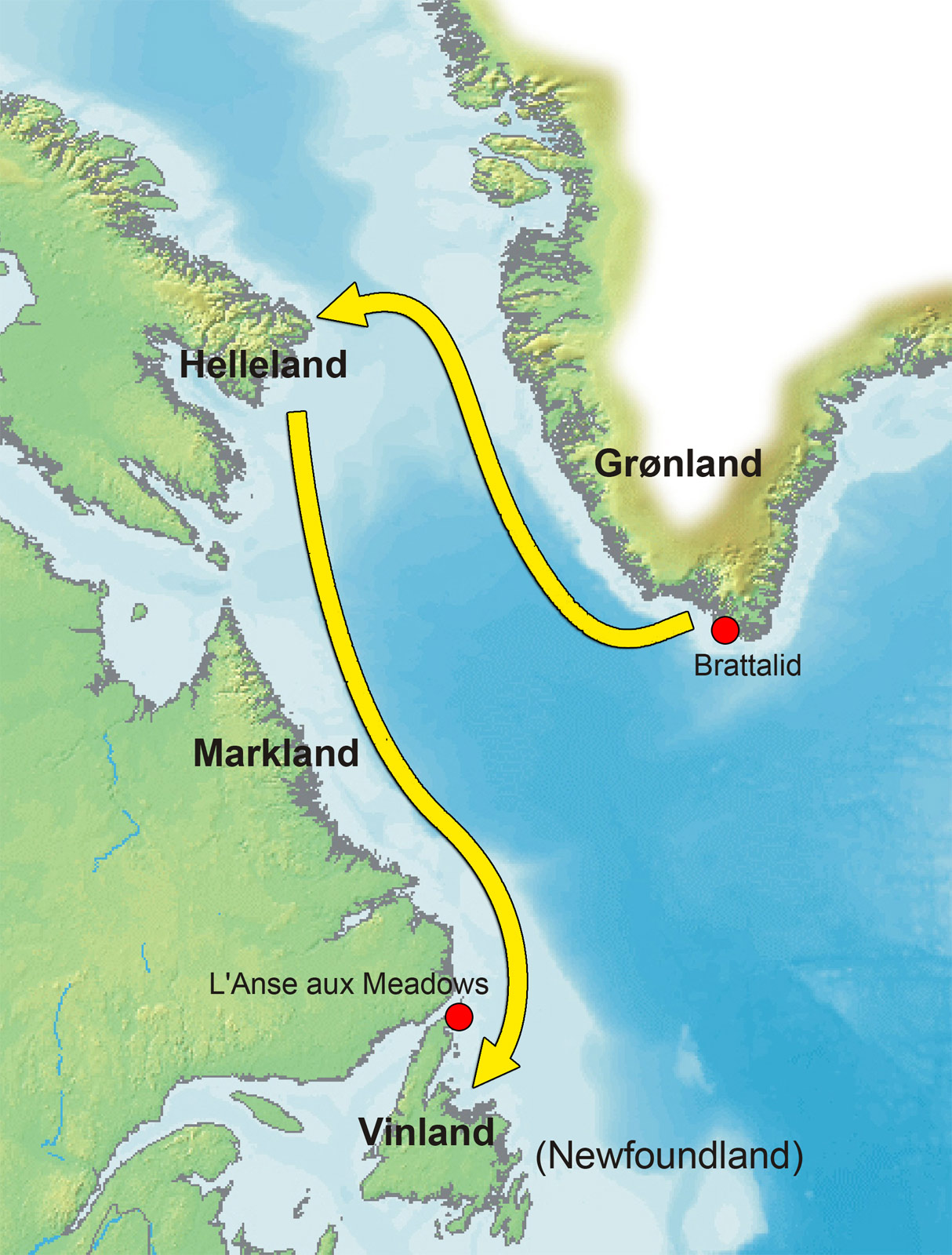
Mapa da Groenlândia - Brattalid

Brattalid (em islandês: Brattahlíð) foi a propriedade rural fundada por Érico, o Vermelho na Gronelândia em 985, segundo a Saga dos Groenlandeses e a Saga de Érico, o Vermelho. Atualmente existe no local uma pequena localidade chamada Qassiarsuk.
A ermida Tjodhildskyrkan, reconstruída no século XX, é, conjuntamente com as ruínas de algumas casas, o que resta da colonização nórdica do século X ao XV.

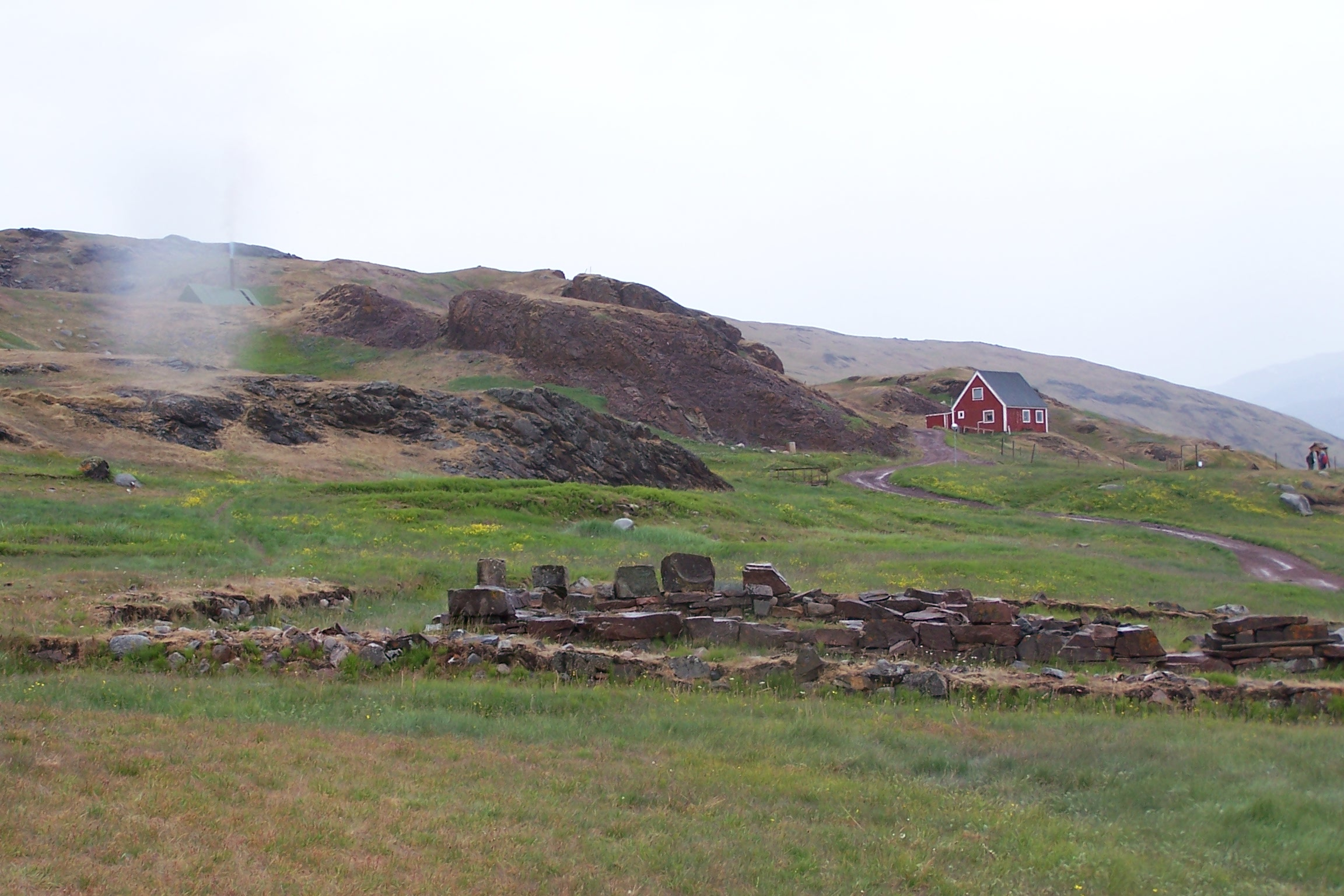
Ruínas de Brattalid